# アサバスカ氷河

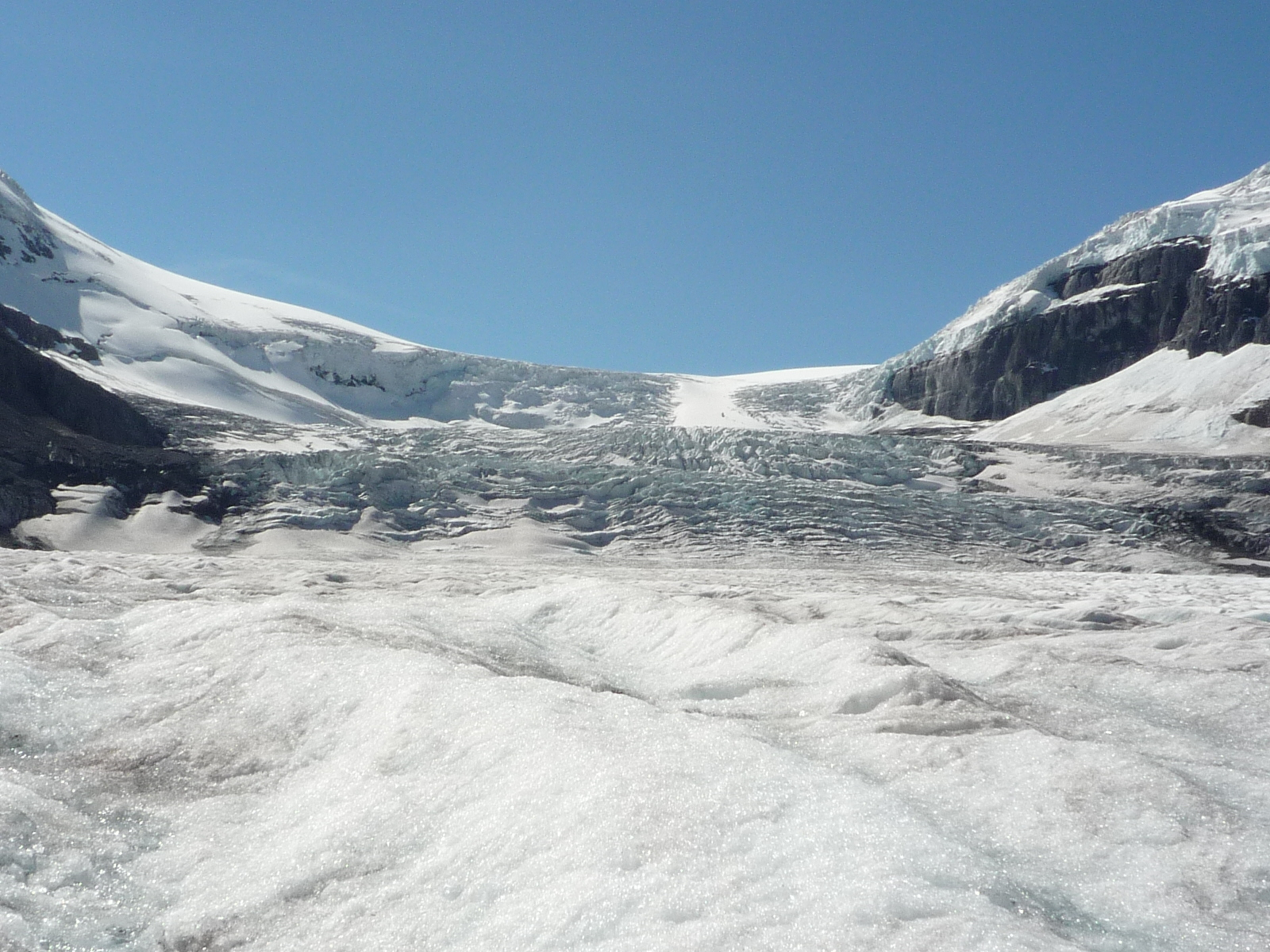
アサバスカ氷河

アサバスカ氷河（アサバスカひょうが、Athabasca Glacier）とは、北アメリカ大陸北西部のカナディアンロッキーに存在する、コロンビア氷原から流れ出している氷河の1つである。しかし、アサバスカ氷河の規模は縮小を続けているため、その長さなどについては後述する。

## 概要
アサバスカ氷河は、コロンビア氷原から流れ出す主要な6つの氷河の1つとして数えられている。すなわち、キャッスルガード氷河（Castleguard Glacier）、コロンビア氷河（Columbia Glacier）、ドーム氷河（Dome Glacier）、スタッドフィールド氷河（Stutfield Glacier）、サスカチュワン氷河（Saskatchewan Glacier）、そしてこのアサバスカ氷河である。この6つの氷河は、「コロンビア氷原の足の指」と喩えられることもある。ところで、コロンビア氷原から流れ出す氷河は、近年その規模が縮小する傾向にあって、それはこのアサバスカ氷河も例外ではない。アサバスカ氷河は近年年間2mから3mのペースで後退を続けている。さらに、この125年で1500m以上も後退し、氷河の体積も、その半分以上が失われたことで知られている。このように、急速に縮小を続けている氷河であるため、あくまで参考値でしかないが、2012年現在のアサバスカ氷河は、全長がだいたい6kmで、約6km2の面積を持ち、氷は90mから300mの厚みを持った場所が存在していると見積もられている。なお、2012年現在のアサバスカ氷河の流速は1日に数cmである。そして、アサバスカ氷河は末端部で融解し、アサバスカ川となって流れていっている。

## 交通・観光
アサバスカ氷河は、アイスフィールド高速道路のすぐそばに存在しているため、この氷河には容易に近づくことができる。アイスフィールド高速道路から氷河の末端部へは、2012年現在、十分に歩いて行ける程度の距離しか離れていない。このため観光客の姿もしばしば見られる。ただし、いくら簡単に近づけるからとは言っても、アサバスカ氷河の上に乗るのは、きちんとした装備を整えていない限り危険であり、行うべきではない。と言うのも、適切な装備をしていない観光客が氷河の上に登って、積雪などによって隠れていたクレバスに落下して死亡するという事故も発生しているからである。なお2007年現在、この氷河のそばの山小屋でThe Icefield Interpretive Centreが、夏の間（4月中旬から10月中旬くらいまで）だけ開設されている。ここでは氷河の上に専用の雪上車を使って登って観光するためのチケットなども販売している。これを利用した場合、通常は氷河のそばまでは専用のバスで運ばれ、そこで専用の雪上車に乗り換え、その雪上車で氷河に登るという形で観光することも可能となっている。